# Alois Fišárek (malíř)
Alois Fišárek (16. července 1906 Prostějov – 5. února 1980 Praha) byl český akademický malíř, výtvarný pedagog a žák krajinářské speciálky Otakara Nejedlého.

## Život
V letech 1924–1929 studoval na AVU hlavně u Otakara Nejedlého a též u Vratislava Nechleby. Od roku 1931 až do jeho rozpuštění v roce 1948 byl člen SVU Mánes. Rok po osvobození Československa podepsal prokomunistické „Májové poselství kulturních pracovníků českému lidu“ publikované před volbami do Národního shromáždění v květnu 1946. Tento manifest podepsalo 843 kulturních pracovníků, z výtvarníků to byli např.: František Gross, Vincenc Makovský, František Muzika, Karel Lidický, Toyen...  V dokumentu (mimo jiné) stojí: „Jsme hrdi na to, že patříme ... ke Komunistické straně Československa...“ Od roku 1946 vyučoval na VŠUP. V roce 1948 podepsal výzvu prokomunistické inteligence Kupředu, zpátky ni krok!, jež byla vydána dne 25. února 1948 na podporu komunistického převratu. Stál v čele akčního výboru československých výtvarných umělců; druhý „Akční výbor českých výtvarníků“ řídil Adolf Hoffmeister. Stávajícím režimem byl Fišárek oceňován, poslední ocenění byl titul národního umělce, který získal rok před svou smrtí.

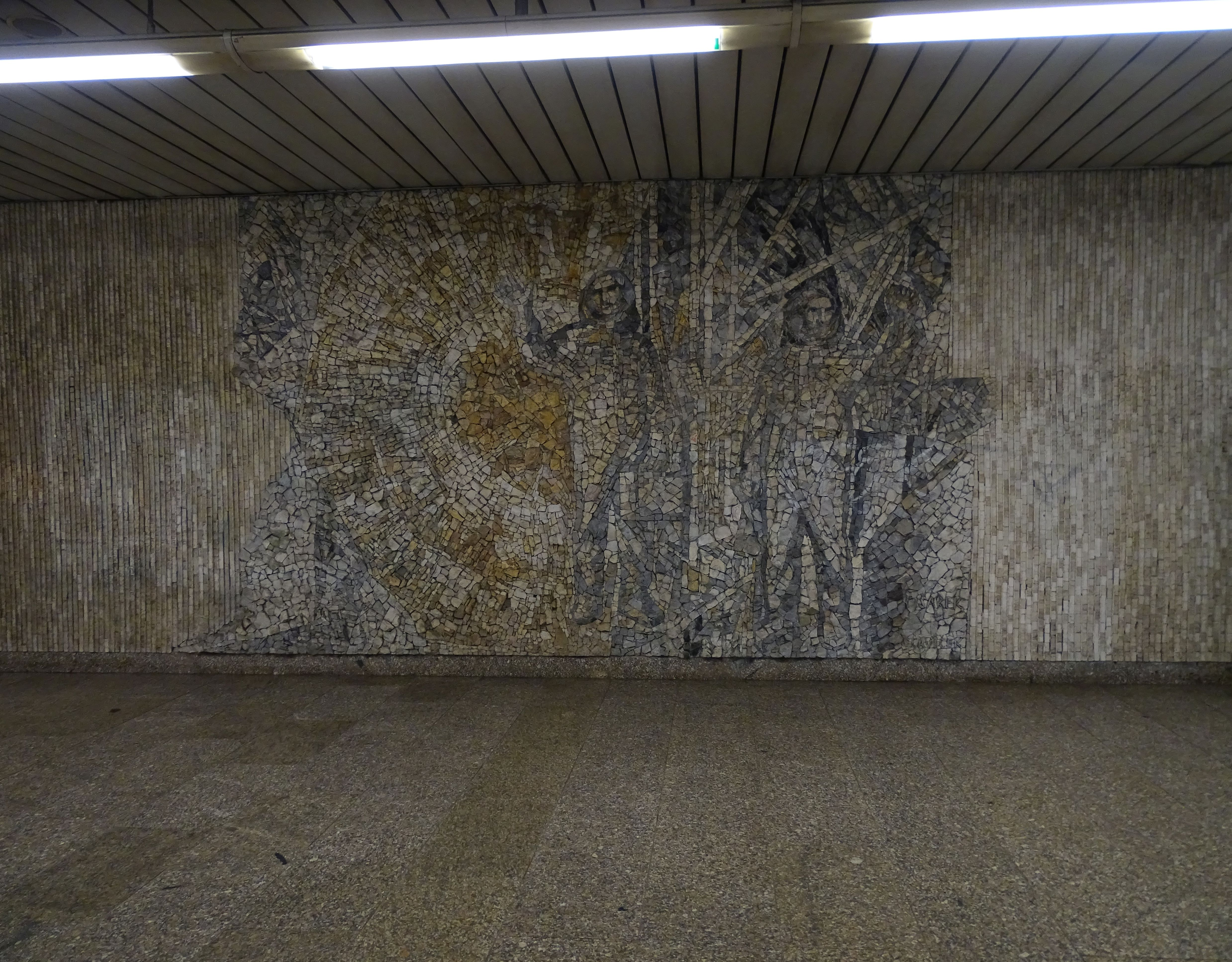
Mozaika Kosmonauti

V letech 1967–1975 působil na AVU. Jeho malba se vyznačuje uvolněností a smyslem pro barvu. Zaměřoval se především na krajinomalbu, zátiší, portrét i figurální kompozici, často též s monumentálními náměty. Monumentální náměty též využil pro zakázky na gobelíny a mozaiky (např. Kosmonauti pro stanici metra Háje). 
Jeho děti se uplatnily u filmu, jeho syn Alois je střihač a dcera Zuzana herečka, jeho vnučka Iška se uplatnila jako módní návrhářka.
Alois Fišárek je pohřben v Šemanovicích u Kokořína.